# Ed Pinckney
Pour les articles homonymes, voir Pinckney.
Edward Lewis « Ed » Pinckney, né le 27 mars 1963 dans le Bronx à New York, est un joueur et entraîneur américain de basket-ball. Il évoluait aux postes d'ailier et d'ailier fort.

## Palmarès

### Universitaire
- Champion NCAA en 1985 avec les Wildcats de Villanova.
- Most Outstanding Player du Final Four en 1985.

### En franchise
- Champion de la Division Atlantique en 1991 et 1992 avec les Celtics de Boston.

### Sélection nationale
- Vainqueur des Jeux panaméricains en 1983.